# Каннський кінофестиваль 1965
18-й Каннський міжнародний кінофестиваль відбувся з 12 по 28 травня у Каннах, Франція. Американська акторка Олівія де Гевіленд стала першої жінкою, яка очолила журі основної конкурсної програми фестивалю. У конкурсі було представлено 26 повнометражних фільмів та 20 короткометражок. Фестиваль відкрито показом стрічки Колекціонер режисера Вільяма Вайлера. Фільмом закриття фестивалю було обрано Олімпіада в Токіо режисера Кона Ітікави.

## Журі
- Андре Моруа — Почесний голова,  Франція
- Олівія де Гевіленд — голова,  США
- Гоффредо Ломбардо — віце-голова,  США
- Макс Ауб,  Мексика
- Мішель Обріан (журналіст),  Франція
- Рекс Гаррісон,  США
- Франсуа Рейшенбах,  Франція
- Ален Роб-Грійє,  Франція
- Костянтин Симонов (письменник),  СРСР
- Едмон Тенуджі,  Франція
- Єжи Тепліц,  Польща

Конкурсу короткометражних фільмів
- Жорж Жерардо, Голова журі,  Франція
- Іштван Дошаї,  Угорщина
- Герман ван дер Горст,  Нідерланди
- Жак Леду,  Бельгія
- Карлос Вілардебо,  Франція

## Фільми-учасники конкурсної програми
| Переможців виділено окремим кольором. |

Повнометражні фільми
| Фільм                          | Назва мовою оригіналу        | Режисер                        | Країна              |
| ------------------------------ | ---------------------------- | ------------------------------ | ------------------- |
| 317-й взвод                    | La 317ème section            | П'єр Шендерфер                 | Франція             |
| Вправність... і як її придбати | The Knack …and How to Get It | Річард Лестер                  | Велика Британія     |
| Глина                          | Clay                         | Джорджо Манджамеле             | Австралія           |
| Горді сини Тараумари           | Tarahumara                   | Луїс Алькоріса                 | Мексика             |
| Гріх                           | الحرام                       | Генрі Баракат                  | Єгипет              |
| Досьє «Іпкрес»                 | The Ipcress File             | Сідні Ф'юрі                    | Велика Британія     |
| Жайворонок                     | Жаворонок                    | Микита Куріхін, Леонід Менакер | СРСР                |
| Жаркий Полудень                | Горещо пладне                | Зако Хескія                    | Болгарія            |
| Жили-були старий зі старою     | Жили-были старик со старухой | Григорій Чухрай                | СРСР                |
| Змії і сходи                   | El juego de la oca           | Мануель Саммерс                | Іспанія             |
| Зрада                          | Προδοσία                     | Костас Манусакіс               | Греція              |
| Йойо                           | Yoyo                         | П'єр Етекс                     | Франція             |
| Кайдан                         | 怪談                         | Масакі Кобаясі                 | Японія              |
| Колекціонер*                   | The Collector                | Вільям Вайлер                  | США Велика Британія |
| Ліс повішених                  | Pădurea spânzuraţilor        | Лівіу Чулей                    | Румунія             |
| Любовні парочки                | Älskande par                 | Май Зеттерлінг                 | Швеція              |
| Магазин на площі               | Obchod na korze              | Ян Кадар, Ельмар Клос          | Чехословаччина      |
| Механічне піаніно              | Los pianos mecánicos         | Хуан Антоніо Бардем            | Іспанія             |
| Мій будинок — Копакабана       | Mitt hem är Copacabana       | Арне Суксдорф                  | Швеція              |
| Момент істини                  | Il momento della verità      | Франческо Розі                 | Італія Іспанія      |
| Пагорб                         | The Hill                     | Сідні Люмет                    | Велика Британія     |
| Порожня ніч                    | Noite Vazia                  | Валтер Уго Коурі               | Бразилія            |
| Перший день свободи            | Pierwszy dzień wolności      | Александр Форд                 | Польща              |
| Цирковий ангел                 | Fifi la plume                | Альбер Ламоріс                 | Франція             |
| Яма                            | El Reñidero                  | Рене Мухіка                    | Аргентина           |

* = Фільм відкриття кінофестивалю

### Фільми позаконкурсної програми
- Амстердам, режисер Херман ван дер Горст
- За методом Харма, режисер Отто Премінґер
- П'яте сонце, режисер Жаклін Лефевр
- Мері Поппінс, режисер Роберт Стівенсон
- Олімпіада в Токіо, режисер Кон Ітікава
- John F. Kennedy: Years of Lightning, Day of Drums, режисер Брюс Гершенсон

## Нагороди
- Гран-прі: Вправність... і як її придбати, режисер Річард Лестер
- Приз журі: Кайдан, режисер Масакі Кобаясі
- Приз за найкращу чоловічу роль: Теренс Стемп — Колекціонер
- Приз за найкращу жіночу роль: Саманта Еггар — Колекціонер
- Приз за найкращу режисуру: Лівіу Чулей — Ліс повішених
- Приз за найкращий сценарій:
  - П'єр Шендерфер за 317-й взвод
  - Рей Ріґбі за Пагорб
- Особлива згадка:
  - Магазин на площі
  - Жили-були старий зі старою
- Технічний гран-прі:
  - Вічний танець, реж. Тамаш Банович
  - Цирковий ангел, реж. Альбер Ламоріс
  - Увертюра, реж. Янош Вадаш
  - Півень, що співає опівночі
- Технічний гран-прі — спеціальний приз: Вправність... і як її придбати, режисер Річард Лестер
- Золота пальмова гілка за короткометражний фільм: Увертюра, режисер Янош Вадаш
- Приз журі — Короткометражні фільми: І. С. Бах. Фантазія в соль мінорі, режисер Ян Шванкмаєр
- Приз міжнародної асоціації кінокритиків (ФІПРЕССІ) : Горді сини Тараумари
- Приз Міжнародної Католицької організації в царині кіно (OCIC) : Йойо
- Найкращий фільм для молоді:
  - Очерет
  - Йойо